# Lo poco que tengo (canción)
«Lo poco que tengo» es una canción del cantautor guatemalteco Ricardo Arjona. Apareció en su decimocuarto álbum de estudio, Viaje,  que tras salir a la venta el 29 de abril de 2014, logró convertirse en disco de platino. La canción fue lanzada como segundo sencillo del álbum el 7 de julio de 2014.

## Información de la canción
«Lo poco que tengo», con arreglos al estilo calipso, habla de las simplezas de la vida y de las cosas que valen la pena. En este corte, Arjona agradece las cosas que a veces pensamos son pequeñas e insignificantes en la vida y parte de la filosofía de vida de «menos es más», provocando una reflexión sobre lo que tenemos y no apreciamos.

## Vídeo musical
En el video se ve al cantautor tocando el ukelele en la playa, donde disfruta del mar y la vida simple. El video se rodó en la isla de Roatán en Honduras, donde se destacaron los hermosos paisajes del bello lugar, y contó con la participación de la modelo venezolana Norelys Rodríguez.

## Formato
- Descarga digital

| «Lo poco que tengo» — Sencillo |                     |          |  |
| N.º                            | Título              | Duración |  |
| 1.                             | «Lo poco que tengo» | 3:53     |  |

## Posicionamiento en listas
| Lista (2014)                          | Peak posición |
| ------------------------------------- | ------------- |
| República Dominicana (Monitor Latino) | 3             |
| México (Monitor Latino)               | 10            |
| México (Billboard Mexican Airplay)    | 19            |
| Estados Unidos (Hot Latin Songs)      | 17            |
| Estados Unidos (Latin Pop Airplay)    | 3             |
| Venezuela (Record Report)             | 34            |

### Lista de fin de año
| Lista (2014)       | Posición |
| ------------------ | -------- |
| US Latin Songs     | 59       |
| US Latin Pop Songs | 25       |